# Waltheria acapulcensis
Waltheria acapulcensis är en malvaväxtart som beskrevs av Joseph Nelson Rose. Waltheria acapulcensis ingår i släktet Waltheria och familjen malvaväxter. Inga underarter finns listade i Catalogue of Life.